# Hoplitis gusenleitneri
Hoplitis gusenleitneri là một loài Hymenoptera trong họ Megachilidae. Loài này được Warncke mô tả khoa học năm 1991.